# Biserica de lemn din Bujoreni, Teleorman

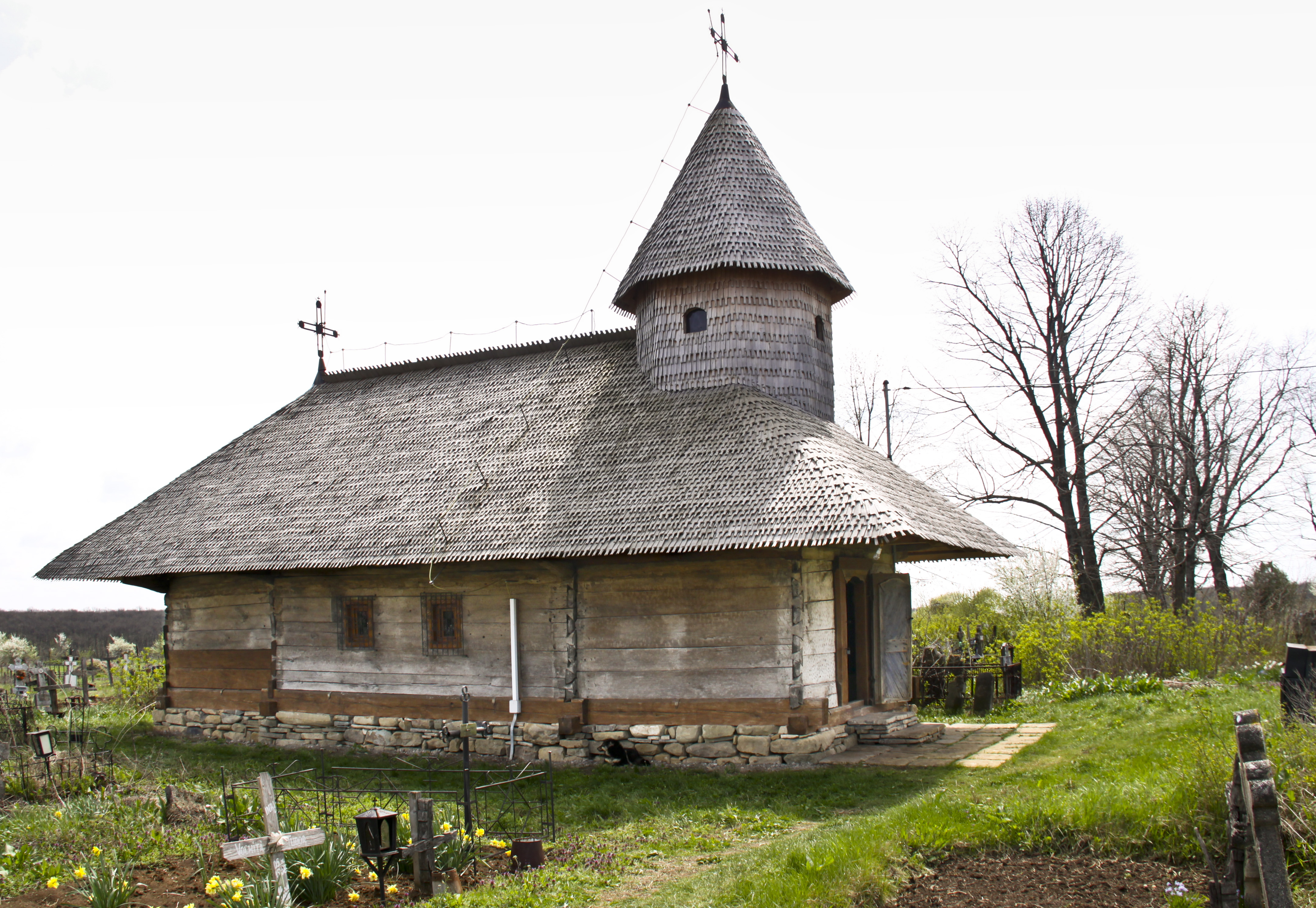
Biserica de lemn din Bujoreni, județul Teleorman. Foto: aprilie 2011

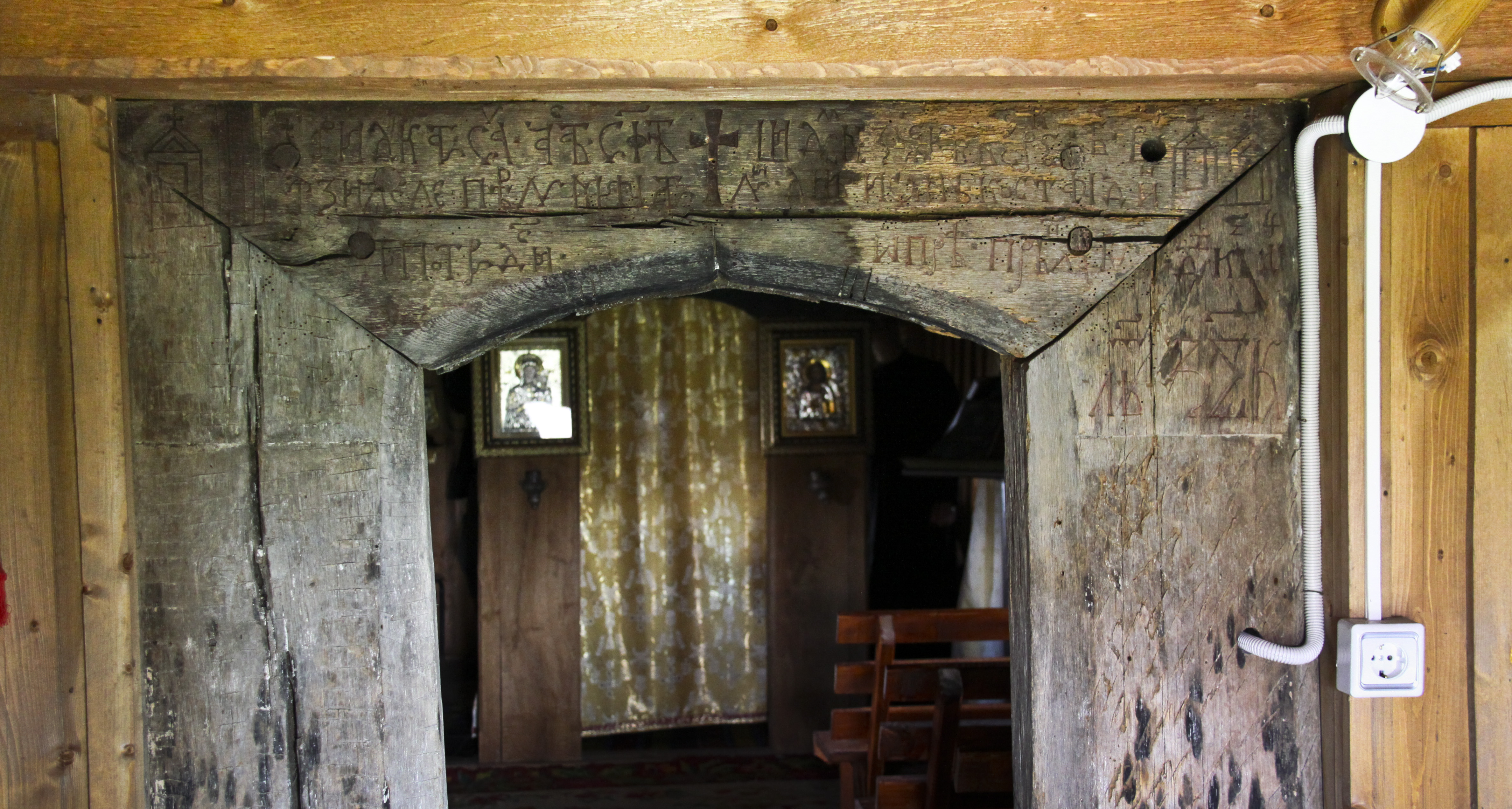
Pisania de la 1711 peste intrarea în naos. Foto: aprilie 2011

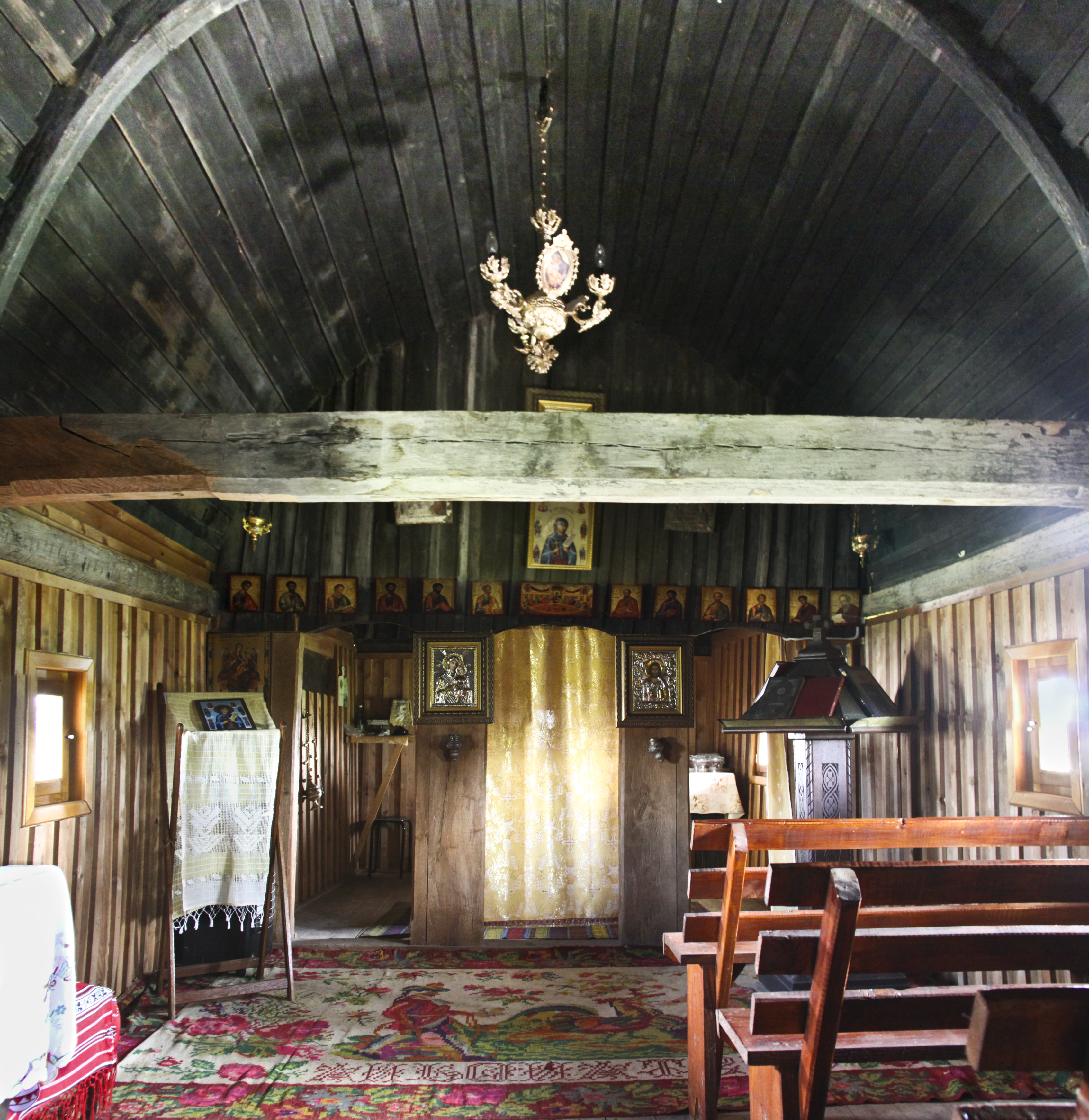
Naosul, vedere spre iconostas. Foto: aprilie 2011

Biserica de lemn din Bujoreni se află în localitatea omonimă din județul Teleorman și poartă hramul „Cuvioasa Paraschiva”. Biserica din Bujoreni prezintă valori documentare și artistice demne de păstrat, mai ales într-o zonă unde numărul vechilor biserici de lemn rămase este redus. Datează din anul 1711 și este una dintre cele mai vechi biserici de lemn din Muntenia. Este una dintre bisericile călătoare, fiind adusă din zona muntoasă a Munteniei și ridicată pe locul actual înainte de anul 1862. Se remarcă prin structura bine păstrată. Pisania peste intrare în naos, pomelnicul și inscripția de pe masa altarului, constituie valoroase izvoare documentare. Biserica este înscrisă pe noua listă a monumentelor istorice, LMI 2004:  TR-II-m-A-14304.

## Istoric
După tradiția locală, biserica de lemn este una călătoare, fiind adusă în Bujoreni, fost Asan Aga sau Costieni, dintr-un sat din zona muntoasă a Munteniei. Chiar dacă locația inițială nu se cunoaște cu certitudine, pisania de la intrare și pomelnicul ctitorilor de la altar stau drept mărturii prețioase asupra vechimii și actorilor implicați în ridicarea lăcașului.
Pisania se păstrează în întregime iar textul în română, scris cu chirilice, se poate citi astfel: „ Ridicatu-sau această sf[ă]ntă și Dumnezăiască beserecă în zilele prea luminatului d[o]mn Ioan Costandin B[râncoveanu] ipotrudis Oprea prcălabu dni 24 [ms]ț de[cemvrie] leat 7220”. Anul erei bizantine 7220 corespunde anului 1711 după nașterea lui Christos, în anul domniei lui Constantin Brâncoveanu. Din aceeași vreme cu pisania este și pomelnicul de la proscomidie, aflat pe peretele dinspre miazănoapte al altarului. Se poate recunoaște aceeași grafie îngijită a pisarului, însă, dispunerea textului și ciopliturile de la o spoială ulterioară îngreunează citirea textului. În partea din stânga, textul începe cu numele lui „Radu T[u]dorache”, posibil chiar preotul în timpul căruia s-a ridicat lăcașul. Rândul de sus și toată partea dreaptă continuă cu „Paminighi Titori Oprea, Marga, Icsinie, Bratina, Dragomira sin Vlada, Tudora sin Bandul ... sin ...” Ctitorul Oprea nu poate fi altul decât pârcălabul de pe pisania de la intrarea în naos, iar numele care îl urmează sunt foarte probabil membrii ai familiei sale și alți ctitori locali. În centru se poate citi: „Pominighi leatu pan Ianache veac[u] veacului jupăneas[a] dumisale Stan...”. Această parte se poate referi la un proprietar de pământ din localitatea de origine. Trebuie remarcat că pe portalul cu pisania apare schițată în colțul stâng o biserică într-un dreptunghi, care sugerează lăcașul și terenul pe care este așezat.
Un eveniment important din destinul acestei construcții este transferul și reconstrucția ei în Bujoreni. Momentul în care a avut loc este indicat între anii 1860-1862. În localitate nu a existat o altă biserică imediat anterioară, lipsind din catagrafia din 1810 și harta austriacă din 1790, Pe blana ușii de intrare este incizat anul „1862” iar pe masa altarului se poate citi: „Această piatră s-a dăruit sf[intei] biserici de Nicolae Penovici, soția sa Petra [și] cu fi[ul] lor Giurgiu 1862”. Aceștia sunt desigur o parte dintre cei care au contribuit la înzestrarea bisericii pe noul său loc. Rolul de ctitor și l-a asumat preotul Stan Oncescu, care a lăsat următoarea însemnare pe un Minei al bisericii: „Aceste mineaturi sânt cumpărate prin osteneala supt iscălitului priot și să nu să ia vreuna în silnicie de cineva, sau copii[i] mei să fie depărtați de la sfânta biserică cu hramul prea Cuvio[a]sei sfint[e]i Paraschive, că apoi acela va cădea sub blestemul sfinților părinți și afurisenie, că eu fi[i]nd [c]titor[ul] sfint[e]i acest[e]i biserici, 1867 dechembrie 14, priotul Stan Oncescu, Costeni”. Preotul Stan este menționat și de catagrafia județului Vlașca de la 1865, în Bujoreni. Anul 1862 surprins în însemnări, trimite la o înzestrare finală cu odoare și cele necesare, încheiată apoi cu o resfințire. Odată cu remontarea bisericii în Bujoreni a fost adăugat un turn peste tindă și un pridvor în fața intrării. Tot atunci sau ceva mai târziu, pereții de lemn au fost ușor ciopliți și apoi acoperiți cu o spoială sau tencuială subțire, văruită în alb, atât în interior cât și în exterior.
Biserica a fost restaurată în anul 2007, prilej cu care a fost demolat pridvorul închis cu scânduri, a fost refăcut turnul și acoperișul, iar întreaga biserică a fost așezată pe o fundație nouă de beton.

## Trăsături
Această biserică prezintă un plan întâlnit în Muntenia centrală, cu pronaos mai îngust decât naosul. Altarul este și el mai îngust și terminat dreptunghiular. Retragerile sunt minimale, la numai câțiva centimetri depărtare de îmbinările de colț ale naosului. În elevație se remarcă pereții din bârne de stejar fățuite și încheiate în cheotori netede, bisericești, în coadă de rândunică, puternic adâncite. Naosul este luminat de două ferestre spre apus și două spre miazăzi, făcute pe locul altora la ultima restaurare. În tindă există o fereastră spre sud. Încăperea altarului este luminată de două ferestre. Peretele dintre tindă și naos este plin, deschis în mijloc doar pentru o ușă cu portal. Portalul poartă pisania de la 1711 în partea de sus. Caracteristic pentru acest portal sunt cele trei bisericuțe săpate în el, una în colțul stâng și două în colțul drept. Altarul este separat de biserică printr-un perete simplu, deschis prin trei uși rituale. Tinda este tăvănită în timp ce naosul și altarul sunt încheiate cu bolți semicilindrice separate. Naosul este întărit la mijloc cu o grindă tirant, iar bolta sa se sprijină median pe un arc dublou.

## Imagini din exterior

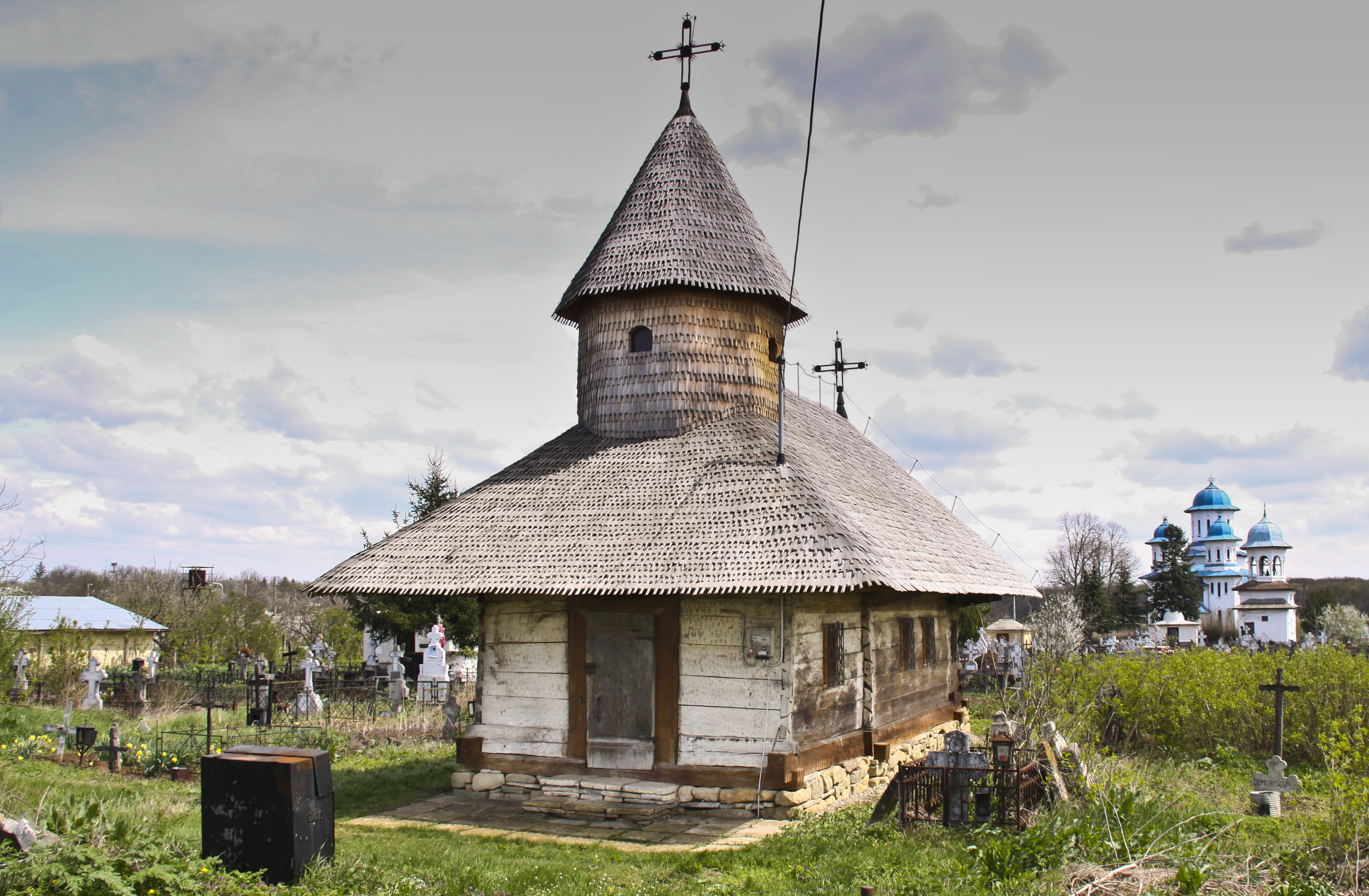
sud-vest
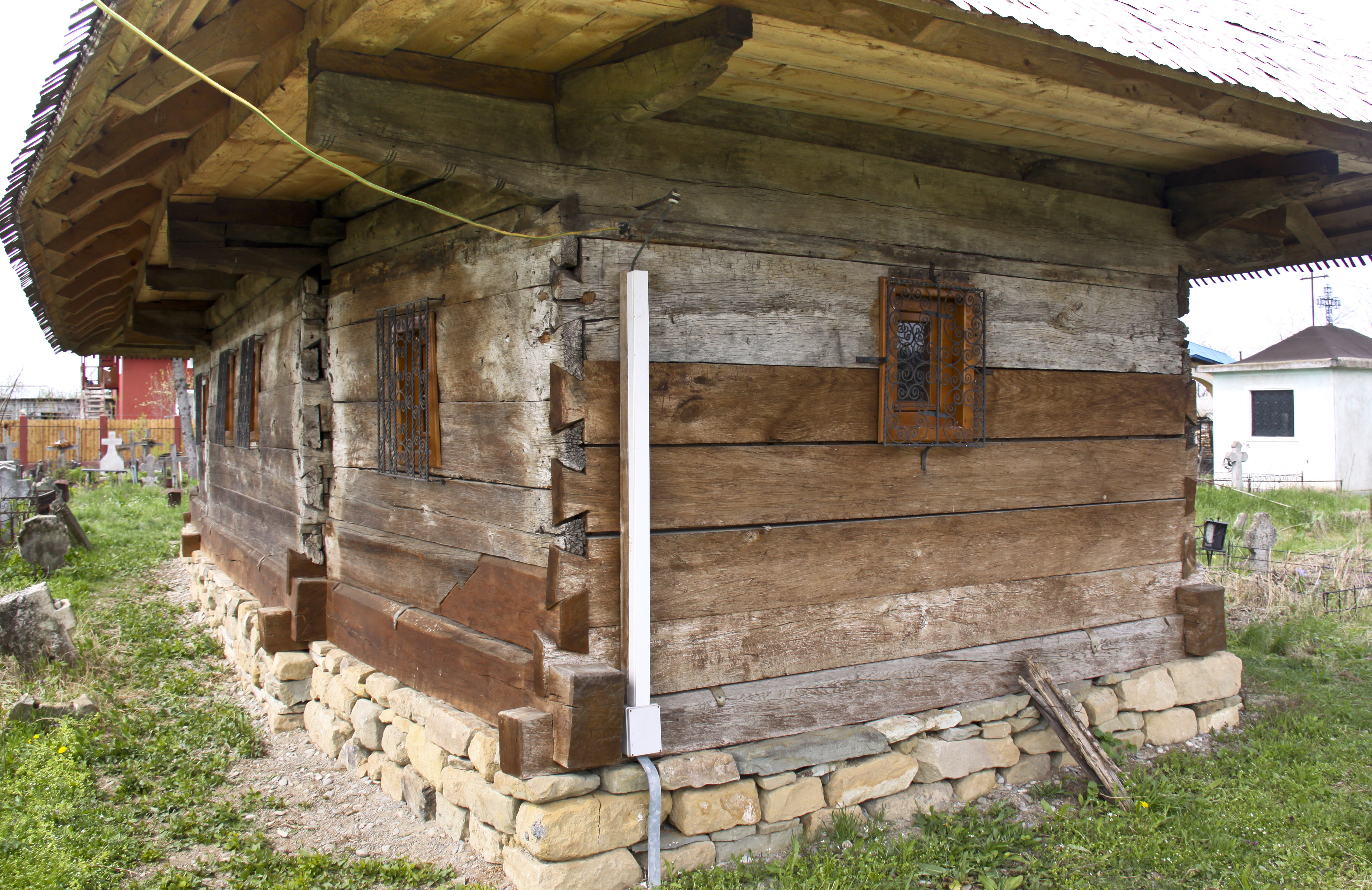
butea, sud-est
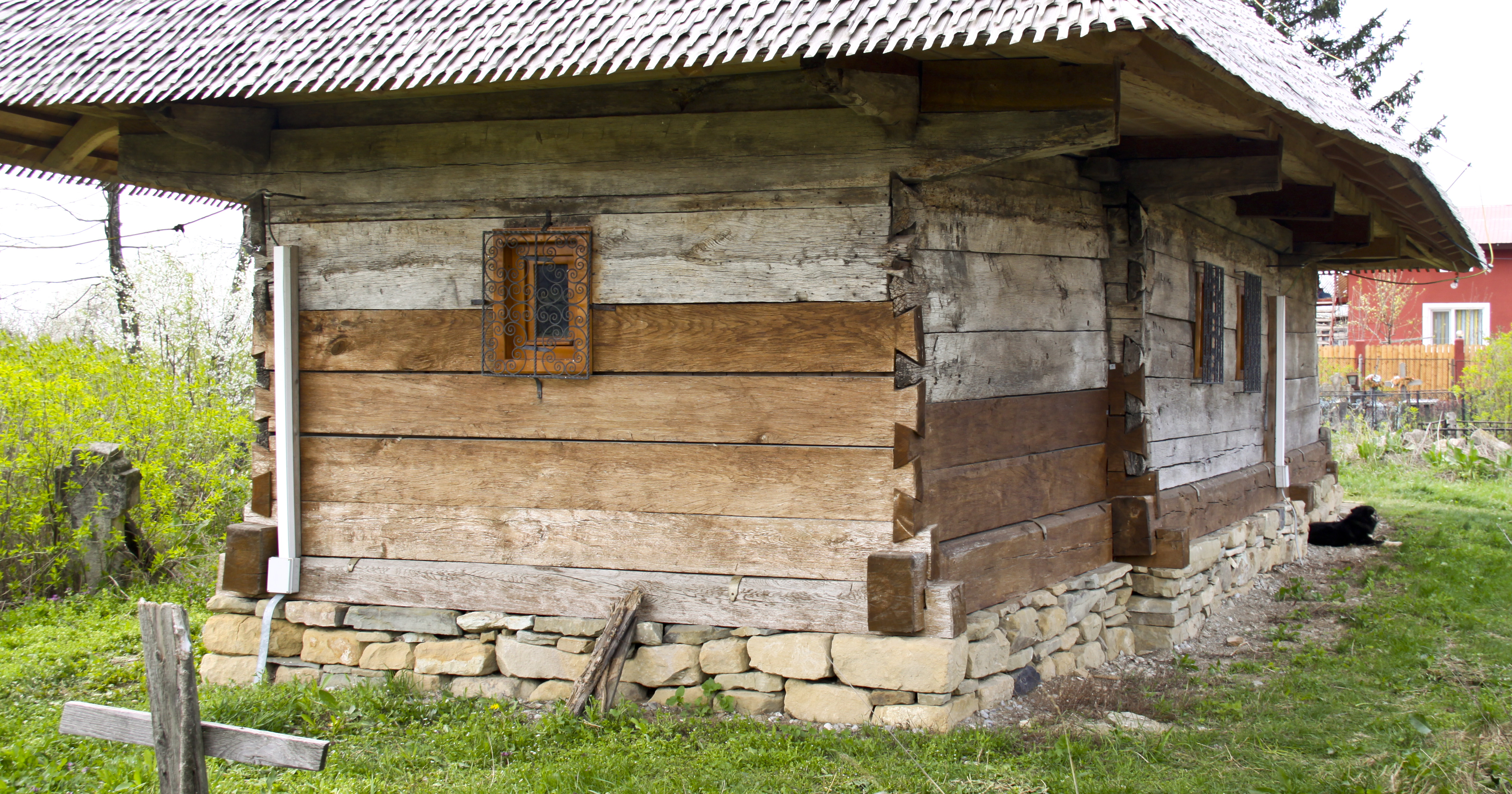
butea, nord-est
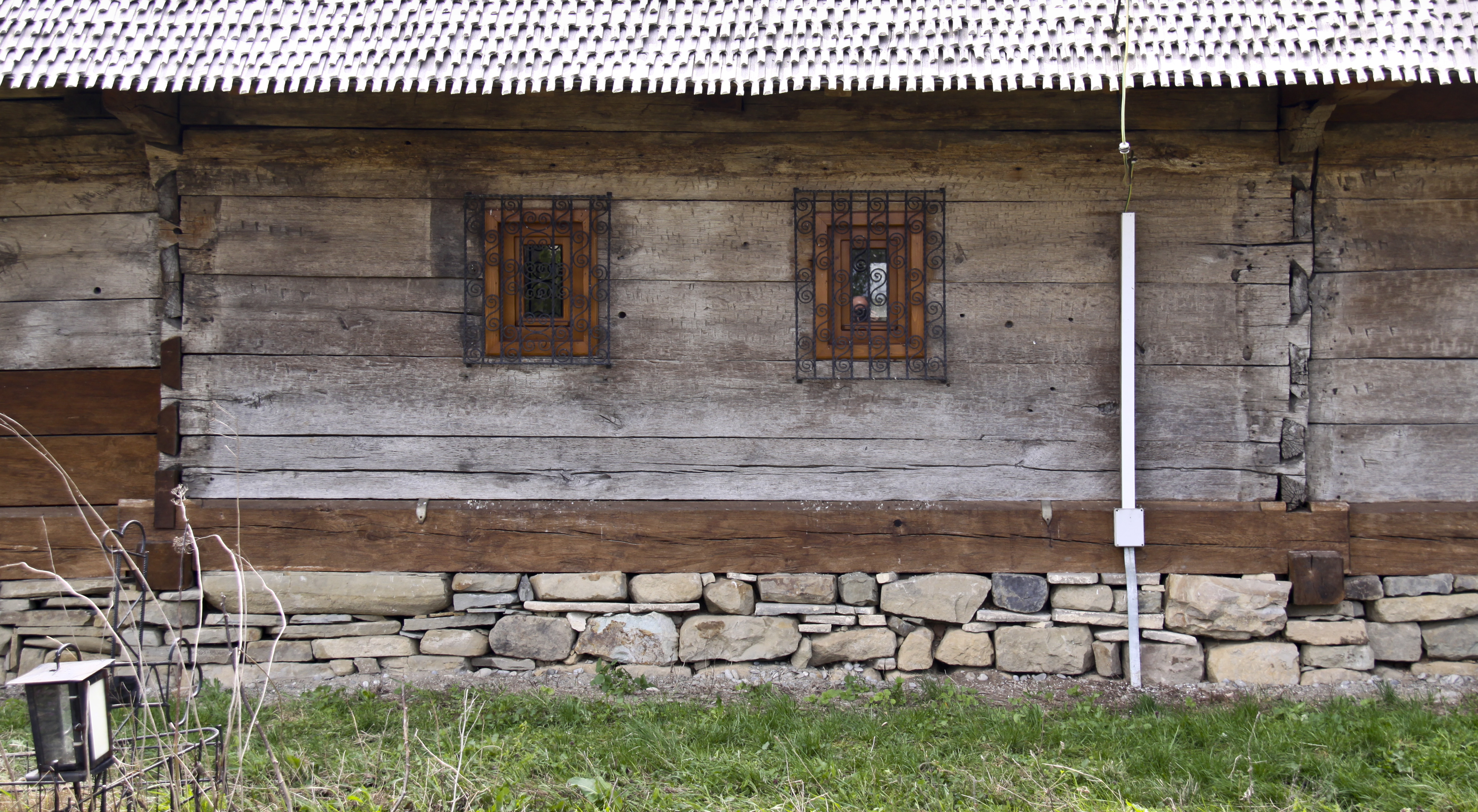
naos, nord
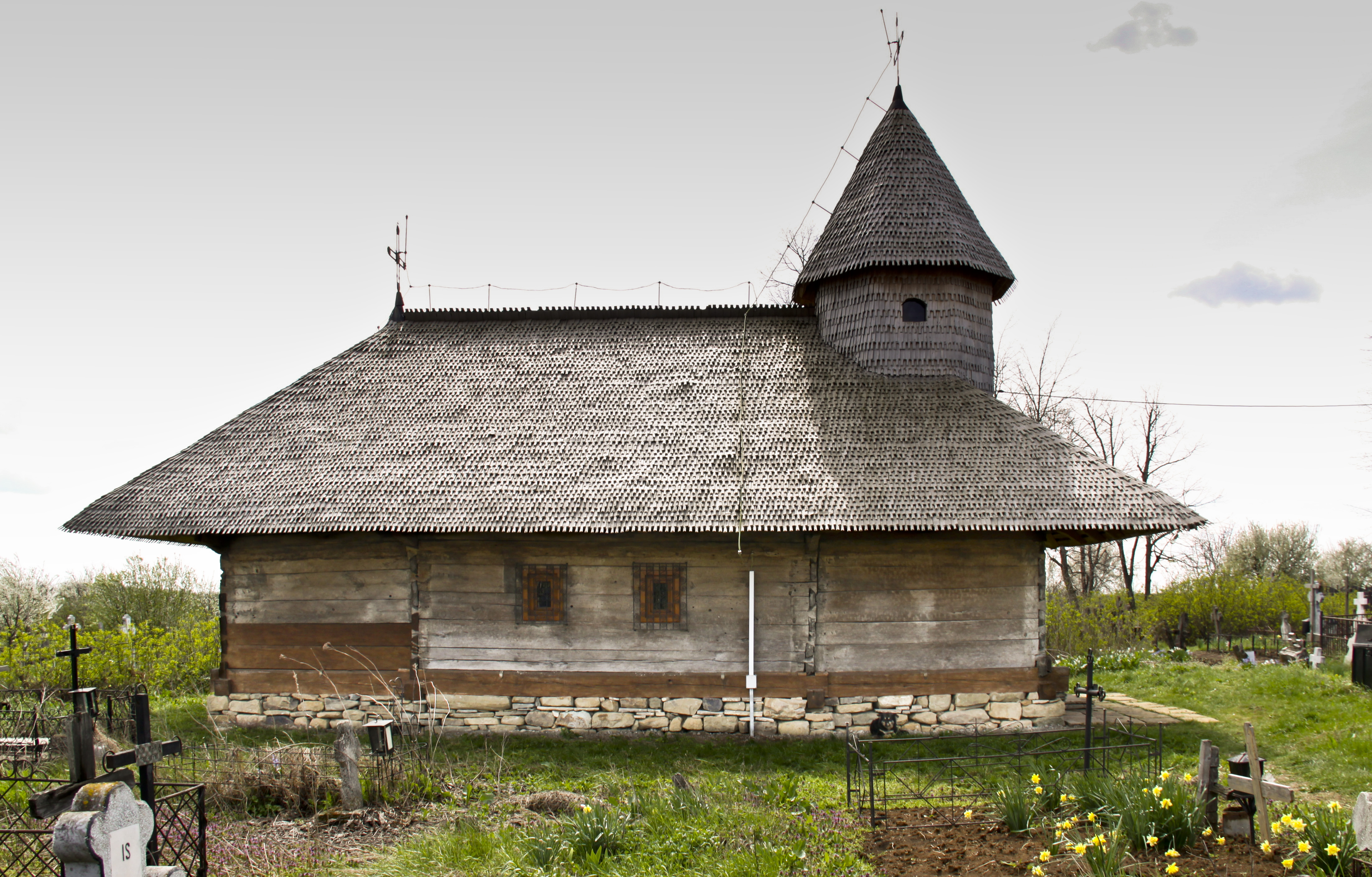
nord
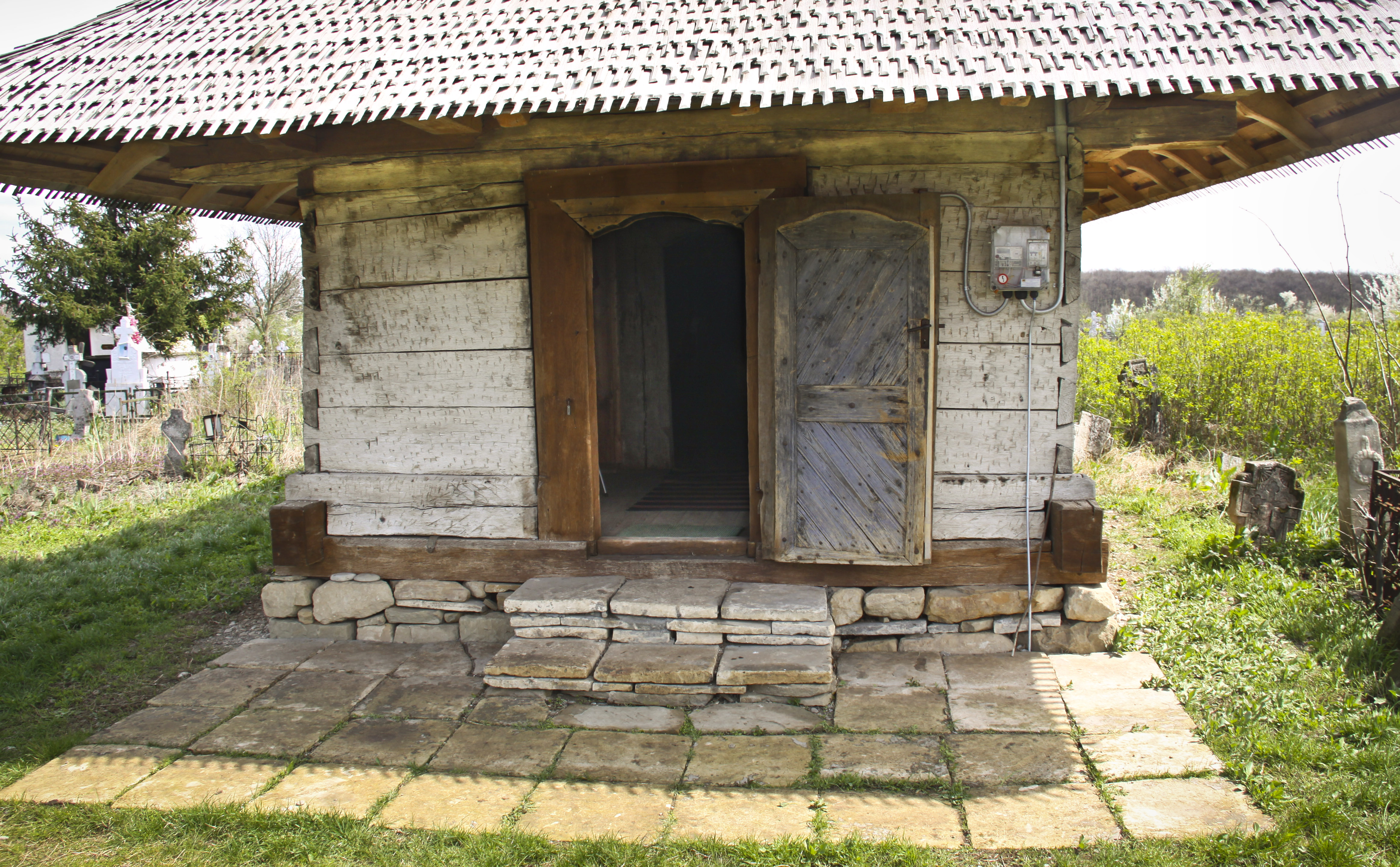
vest
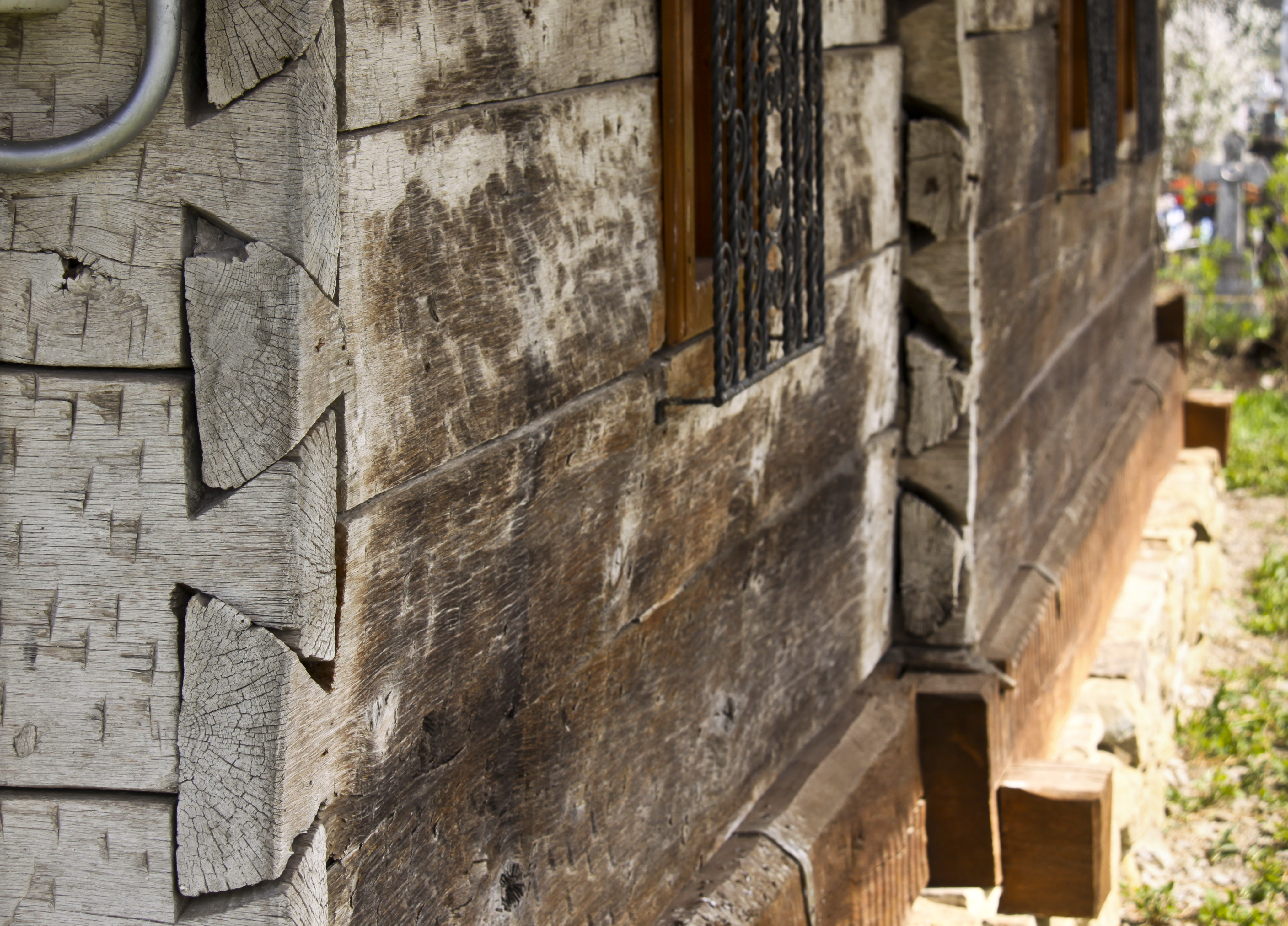
cheotori
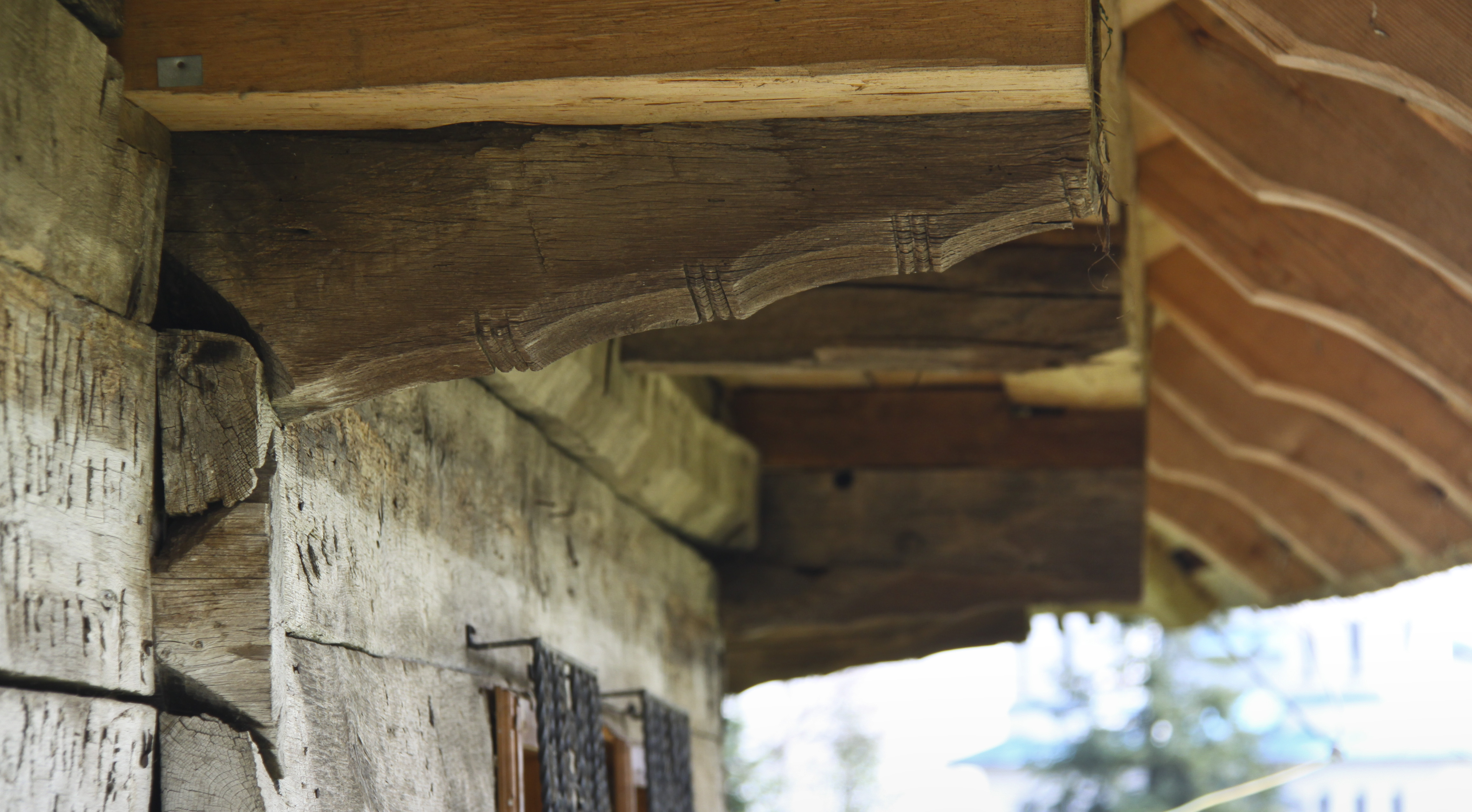
console sub streaşină
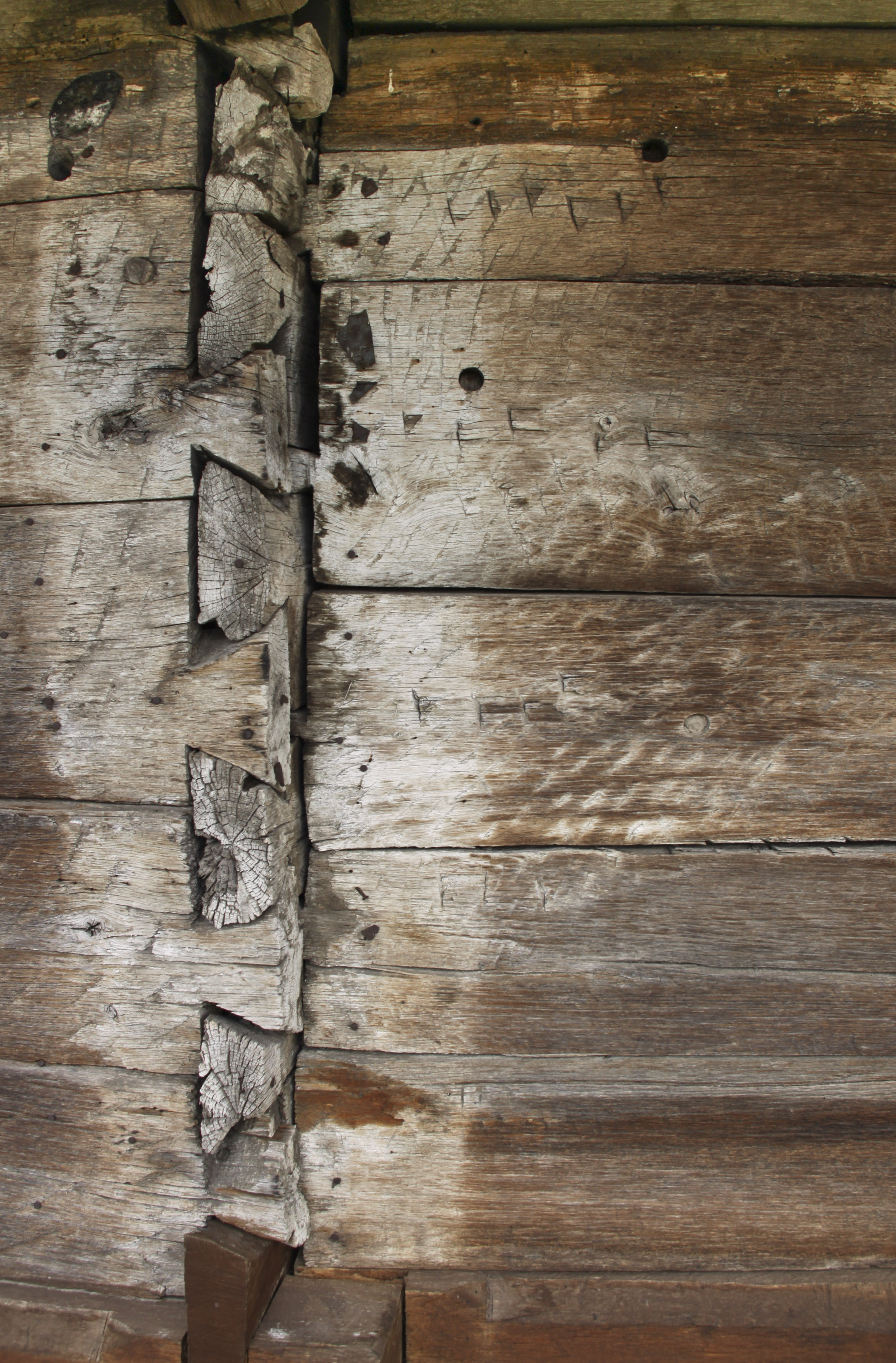
semne de mutare
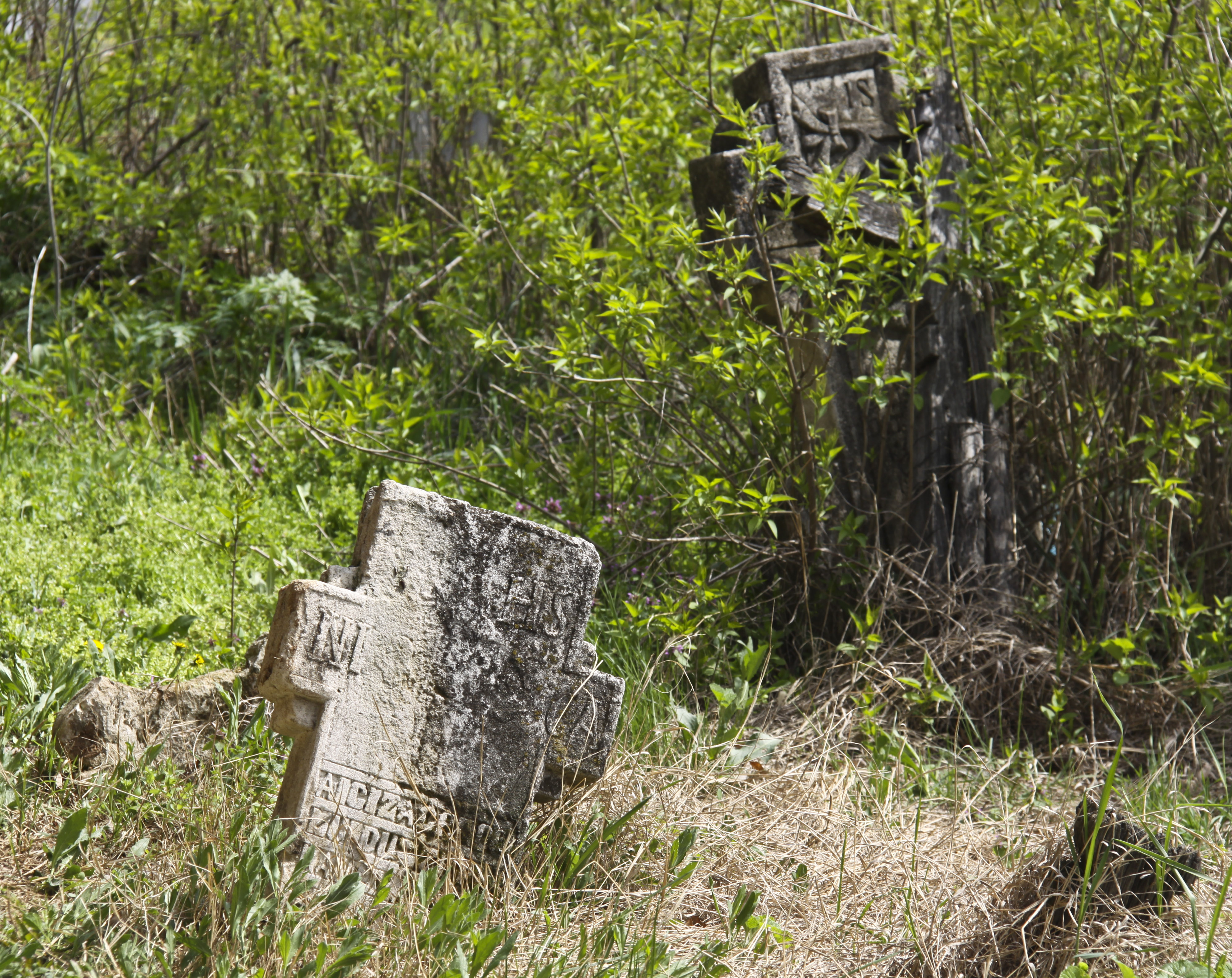
cruci de piatră

## Imagini din interior

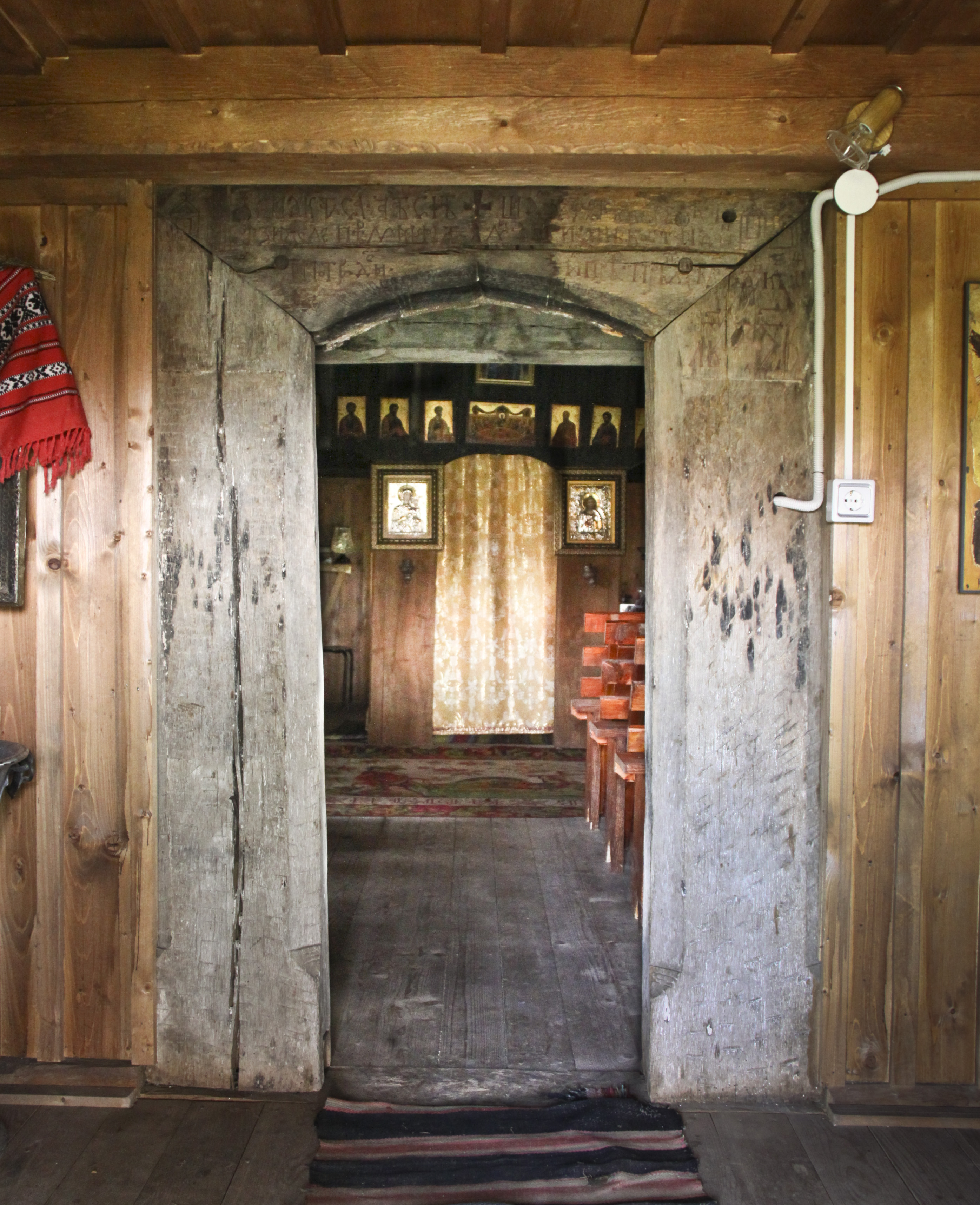
tindă, portal spre naos
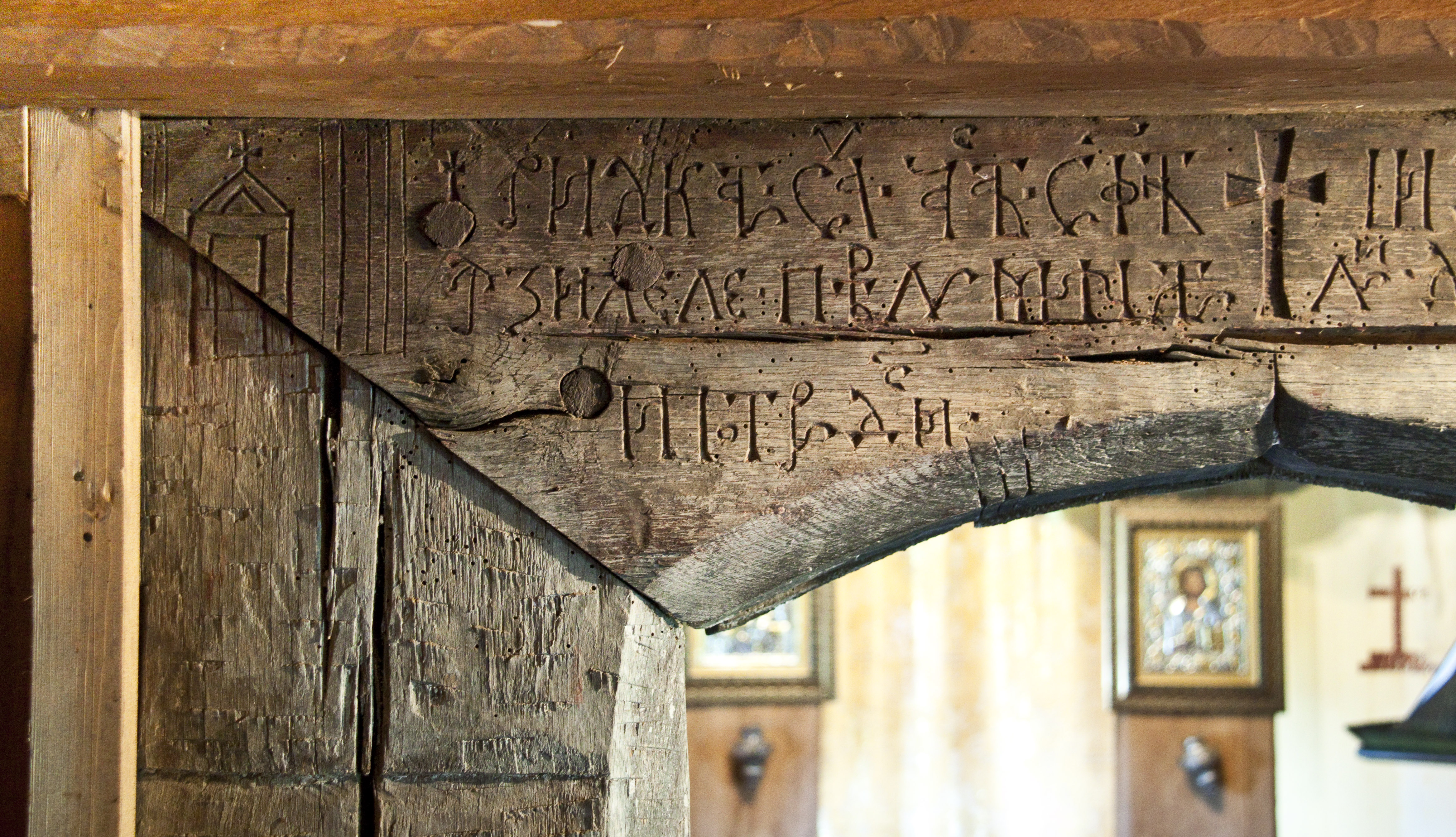
portal spre naos, fragment pisanie 1711
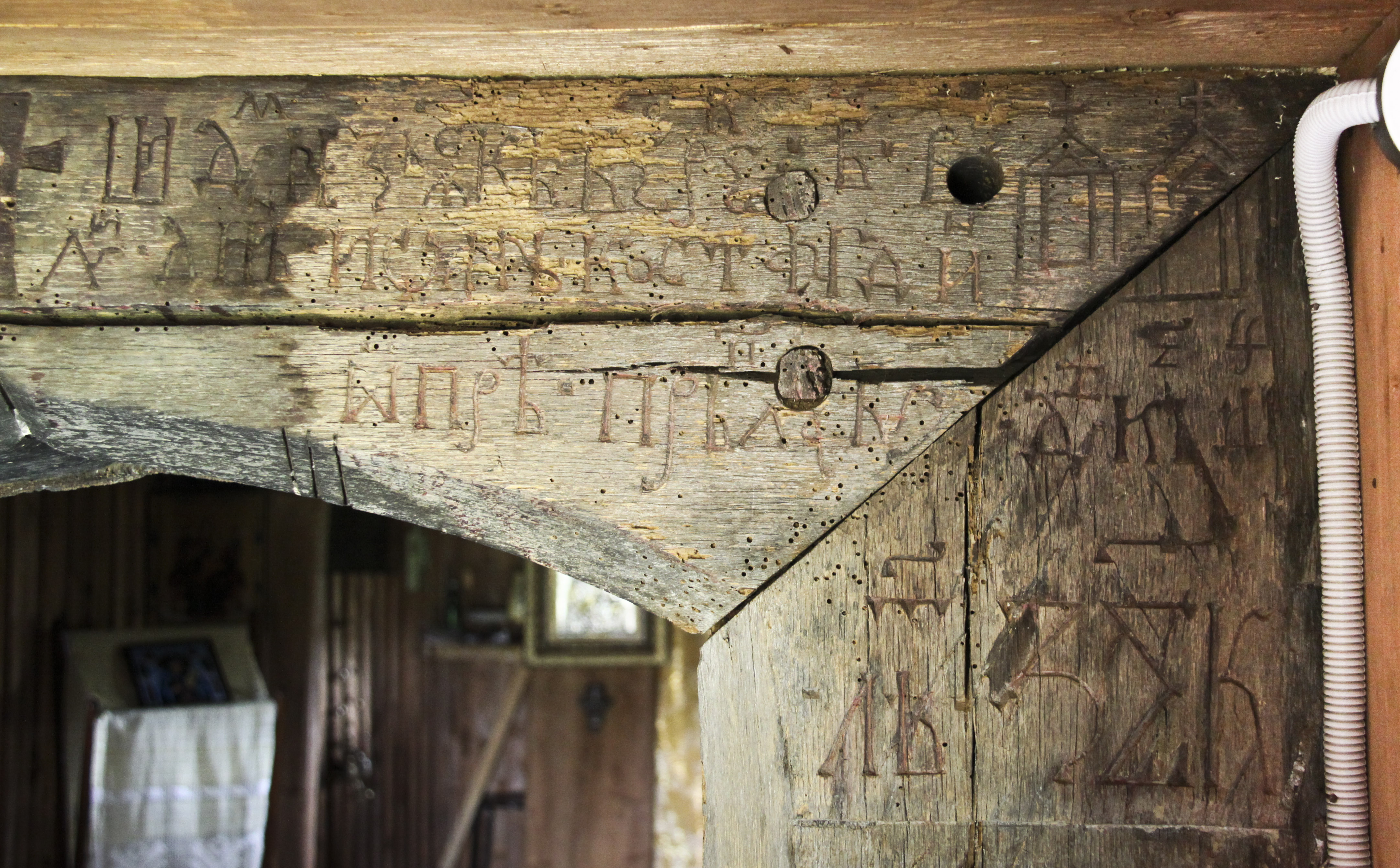
portal spre naos, fragment pisanie 1711
pomelnic altar